# Liste jüdischer Friedhöfe in Schleswig-Holstein
Die Liste jüdischer Friedhöfe in Schleswig-Holstein gibt einen Überblick über bestehende jüdische Friedhöfe im Schleswig-Holstein.
| Ort, Friedhof                                            | Bild | Gründung              | Grabsteine                              | Größe      | Bemerkungen |
| -------------------------------------------------------- | ---- | --------------------- | --------------------------------------- | ---------- | --- |
| Ahrensburg, Jüdischer Friedhof Lage: ⊙                   |      | 1822                  | 23                                      | 840 m²     | Nicht öffentlich zugänglich. Während der Reichspogromnacht 1938 wurden die Kapelle in Brand gesetzt und die Gräber geschändet. |
| Bad Segeberg, Alter Jüdischer Friedhof Lage: ⊙           |      | 1792                  | 55                                      |            | Der Friedhof wurde in der Zeit des Nationalsozialismus mehrfach geschändet. Inzwischen wird er nicht mehr belegt. |
| Bad Segeberg, Neuer Jüdischer Friedhof Lage: ⊙           |      | 2002                  |                                         |            | Der Friedhof liegt in unmittelbarer Nähe des städtischen Ihlwaldfriedhofs. |
| Burg auf Fehmarn, Jüdischer Friedhof Lage: ⊙             |      | 1800                  | 0, 1 Gedenkstein                        |            | Die letzte Bestattung fand 1879 statt. |
| Elmshorn, Alter Jüdischer Friedhof Lage: ⊙               |      | 1685                  | 130                                     | 1.740 m²   | 2018 umfassend restauriert. Wird nicht mehr belegt. |
| Elmshorn, Neuer Jüdischer Friedhof Lage: ⊙               |      | 2000er Jahre          |                                         |            | Der Friedhof grenzt unmittelbar an den städtischen Friedhof in Kölln-Reisiek. |
| Eutin, Jüdischer Friedhof Lage: ⊙                        |      | 1886                  | 12                                      |            | Begräbnisplatz der Eutiner Juden. Eine örtliche Gemeinde gab es jedoch nicht. |
| Flensburg, Jüdischer Friedhof Lage: ⊙                    |      | um 2005               |                                         |            | Um 2005 zusammen mit einem muslimischen Friedhof im Friedhof Friedenshügel angelegt. |
| Friedrichstadt, Alter Jüdischer Friedhof Lage: ⊙         |      | 1677                  | 17                                      |            | 1936 wurde der Friedhof von Nationalsozialisten mit Vorhämmern und Äxten völlig zerstört. Reste der noch aufgefundenen Grabsteine wurden nach dem Zweiten Weltkrieg in einem Kreis aufgestellt und der Friedhof als Gedenkstätte hergerichtet. |
| Friedrichstadt, Neuer Jüdischer Friedhof Lage: ⊙         |      | 1887/88               |                                         |            | Liegt in unmittelbarer Nähe des alten Friedhofes. Die letzte Beisetzung fand 1940 statt. |
| Glückstadt, Jüdischer Friedhof Lage: ⊙                   |      | 1622                  | etwa 100                                | 1.531 m²   | Der Glückstädter NS-Bürgermeisters Wilhelm Vogt ließ 1941 alle Grabsteine abräumen und das Gelände einebnen. Nach 1945 wurde der Friedhof soweit möglich wieder hergestellt.                                                                   |
| Kiel, Alter Jüdischer Friedhof Lage: ⊙                   |      | 1852                  | ca. 230 historische Grabsteine erhalten | 2.010 m²   | Während des Zweiten Weltkrieges wurden Friedhof und Trauerhalle durch Bomben verwüstet. 1947 richteten zurückgekehrte Juden den Friedhof wieder her und ließen die Leichenhalle wieder aufbauen.                                               |
| Kiel, Friedhof der orthodoxen jüdischen Gemeinde Lage: ⊙ |      | 2012/13               |                                         | 500 m²     | Liegt unmittelbar neben dem Friedhof der liberalen jüdischen Gemeinde Kiel auf dem Urnenfriedhof an der Eichhofstraße. |
| Kiel, Friedhof der liberalen jüdischen Gemeinde Lage: ⊙  |      | 2012/13               |                                         | 250 m²     | Liegt unmittelbar neben dem Friedhof der orthodoxen jüdischen Gemeinde Kiel auf dem Urnenfriedhof an der Eichhofstraße. |
| Kropp, Jüdischer Friedhof Lage: ⊙                        |      | 1932                  | 2 erhalten                              | 30 m²      | Teilareal auf dem Friedhof des evangelischen Diakoniewerkes in Kropp. |
| Lübeck, Jüdischer Friedhof Schönböckener Straße Lage: ⊙  |      | 1810                  | ca. 120                                 | 471 m²     | 1935/36 gab es 37 Gräber auf dem Friedhof. Nach 1936 wurde der Friedhof aufgehoben und eingeebnet. Einzelne Grabsteine wurden auf den Friedhof in Moisling verbracht.                                                                          |
| Lübeck, Jüdischer Friedhof Moisling Lage: ⊙              |      | 17. Jahrhundert       |                                         | 7.500 m²   | Seit 2012 voll belegt. |
| Lübeck, Neuer Jüdischer Friedhof Lage: ⊙                 |      | 2012                  |                                         | 5.000 m²   | 2012 als Teil des Vorwerker Friedhofs von der Jüdischen Gemeinde Lübeck gekauft. |
| Neustadt in Holstein, Jüdischer Friedhof Lage: ⊙         |      | 1945                  | 100                                     | ca. 300 m² | Auf dem Areal befinden sich etwa 100 Grabmale der Opfer der Cap-Arcona-Katastrophe vom 3. Mai 1945, von ehemaligen KZ-Häftlingen und von Verstorbenen des nahegelegenen Displaced-Persons-Lager (DP-Lager) in Neustadt.                        |
| Westerrönfeld, Jüdischer Friedhof Lage: ⊙                |      | 1695                  | 140                                     |            | Außerhalb von Rendsburg gelegen. Dort konnte die Rendsburger Gemeinde einen Musketenschuß von den Festungsmauern entfernt einen Begräbnisplatz anlegen.                                                                                        |
| Stockelsdorf, Jüdischer Friedhof Lage: ⊙                 |      | 1799 erstmals erwähnt | 36                                      | ca. 450 m² | Die letzte Beisetzung fand am 19. August 1919 statt. |